# Årstakyrkan
Årstakyrkan är en stadsdelskyrka i stadsdelen Årsta i Uppsala. Den tillhör Vaksala församling och är kronologiskt den tredje kyrkan i församlingen. Där hålls ett ekumeniskt samarbete med Svenska Frälsningsarmén.

## Kyrkobyggnaden
Kyrkan med församlingslokaler byggdes efter ritningar av Samuel Fränne och stod klar 1974. Byggnadskomplexet är en envåningslänga i gult tegel, medan själva kyrkan är byggd i slammad kalksandsten. Kyrkorummet har en femkantig planform och dess västra vägg kan öppnas mot en intilliggande församlingslokal med en vikdörr.
En fristående klockstapel är uppförd 1989. I stapeln hänger en liten kyrkklocka som bär inskriften "Jag skall låta den som törstar dricka fritt ur källan med livets vatten" (Upp. 21:6).

## Inventarier
- En oljemålning är gjord av Ragnar Johansson.
- Altartavlan är en väv komponerad och vävd av Britta Rendahl och dess motiv är "Den gode Herden" (Johannes 10:1-16).

### Orgel
Den nuvarande orgeln byggdes 1974 av Orgelbau Vleugels, Hardheim, Tyskland. Orgeln är mekanisk med slejflåda. Exteriören på orgeln är utformad av Samuel Fränne, Stockholm.
| Manual C-g3               | Pedal C-f1 |
| Gedeckt 8' Bas/Diskant    | Bihängd    |
| Rohrflöte 4' Bas/Diskant  |            |
| Principal 2' Bas/Diskant  |            |
| Quinte 1 1⁄3' Bas/Diskant |            |

### Webbkällor
- Vaksala församling informerar om kyrkan